# Noga Alon
Pour les articles homonymes, voir Alon.
Noga Alon est un chercheur en mathématiques et en informatique théorique israélien né en 1956. Il est lauréat du prix Gödel.

## Biographie
Alon reçoit son PhD à l'Université hébraïque de Jérusalem sous la direction de Micha Perles en 1983. Il travaille notamment au MIT, à l'Institute for Advanced Study ainsi que dans des organismes de recherche de certaines entreprises comme IBM (IBM Almaden Research Center), les laboratoires Bell ou Microsoft Research.
En 2015, il est éditeur-en-chef du journal Random Structures and Algorithms.

## Travaux
Noga Alon a publié de nombreux articles de recherche en combinatoire et en informatique théorique. Il est reconnu notamment pour son étude des algorithmes en ligne et des algorithmes de fouille de flots de données, notamment dans le cadre du test de propriété (property testing).
Il introduit également la notion d'indice chromatique fort pour la coloration forte d'un graphe.
En combinatoire on lui doit l'introduction du Nullstellensatz combinatoire dans l'article « A nowhere-zero point in linear mappings », une méthode pour étudier les sommes restreintes d'ensembles.

## Distinctions
Alon reçoit le prix George Pólya en 2000 et le prix Gödel en 2005, avec Mario Szegedy et Yossi Matias, pour leur article The space complexity of approximating the frequency moments.
Il reçoit aussi le prix Israël en 2008. En 2021 il est lauréat du prix Leroy P. Steele avec Joel Spencer, pour leur livre The Probabilistic Method (Wiley & Sons, 1992).
Il partage avec Ehud Hrushovski le Prix Shaw de sciences mathématiques en 2022. En 2024, il reçoit le prix Wolf de mathématiques qu'il partage avec Adi Shamir.